# Patricia Moreno
Patricia Moreno est une gymnaste artistique espagnole née le 7 janvier 1988 à Madrid.
Elle commence dans le monde du sport à l'âge de 6 ans en pratiquant la gymnastique rythmique, mais s'intéresse à la gymnastique artistique en s'inspirant de sa sœur. À seulement 12 ans, elle commence à s'entraîner avec l'équipe nationale.

## Biographie
Lors des Jeux olympiques d'été de 2004 se tenant à Athènes, elle remporte la médaille de bronze dans l'épreuve du sol derrière les roumaines Cătălina Ponor et Nicoleta Daniela Sofronie.

## Palmarès
- American Cup 2005 :
  -  1re au sol